# Väddö kanal

Väddö kanal 2020.

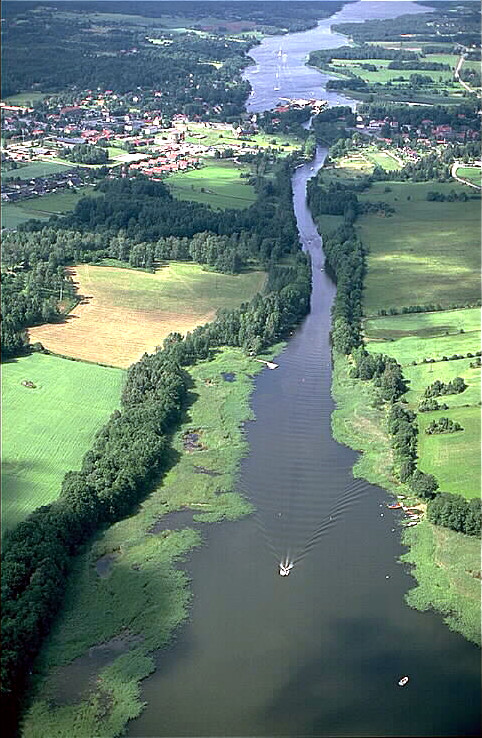
Väddö kanal

Väddö kanal är en kanal i Stockholms norra skärgård som skiljer Väddö från fastlandet. Kanalen förbinder Bagghusfjärden i söder med Väddöviken i norr och erbjuder ett skyddat alternativ till öppna havet öster om Väddö.
Den första kanalen lät byggas av Gustav Vasa som år 1553 beordrade nio socknar att gå samman för att rensa och påla kanalen så att mindre båtar inte skulle behöva ”giva sig uti så stor farlighet till sjöss i öppna havet”. Den kanalen var bara dimensionerad för ”större skärebåtar” och därför ganska grund och hundra år senare var den åter uppgrundad.
Dagens kanal började grävas 1820 av soldater som kommenderades till detta arbete från olika regementen. För arbetet användes också Sveriges första ångdrivna mudderverk konstruerat av Samuel Owen. Som mest arbetade 300 soldater vid kanalbygget. År 1832 var det egentliga kanalarbetet klart och det återstod att muddra i vikar och sjöar och sätta ut sjömärken. År 1835 öppnades kanalen för trafik men den invigdes först 1840 av Karl XIV Johan.
De flesta segelfartyg kunde inte segla genom kanalen utan fick dras för hand eller av dragdjur. Roslagsskutorna kunde dock segla genom att ha bara toppseglet hissat och kunde därmed dra nytta av vinden ovanför trädtopparna.
Sin nuvarande sträckning fick kanalen 1899–1902 då den rätades, breddades till 10 meter vid botten och drygt 24 meter vid ytan samt fördjupades till 3,5 meter. Idag har djupet minskat till 2 meter. Den första passagerarbåten som trafikerade kanalen var ångbåten "Roslagen" som började gå i trafik 1855. 
Varje år trafikeras kanalen av cirka 22 000 båtar.

## Bildgalleri

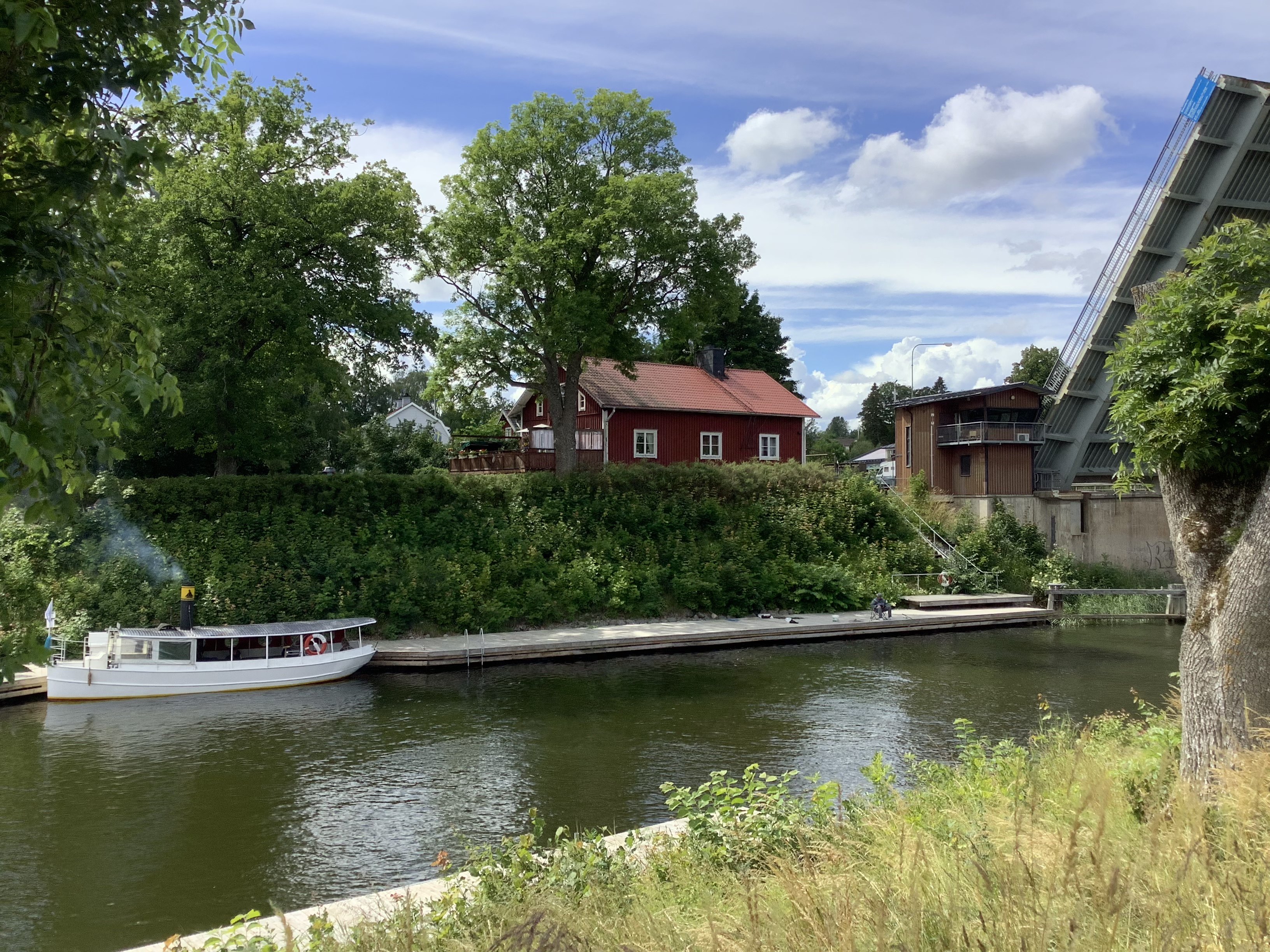
Broöppning i Älmsta. Vid kajen S/S Elmsta.
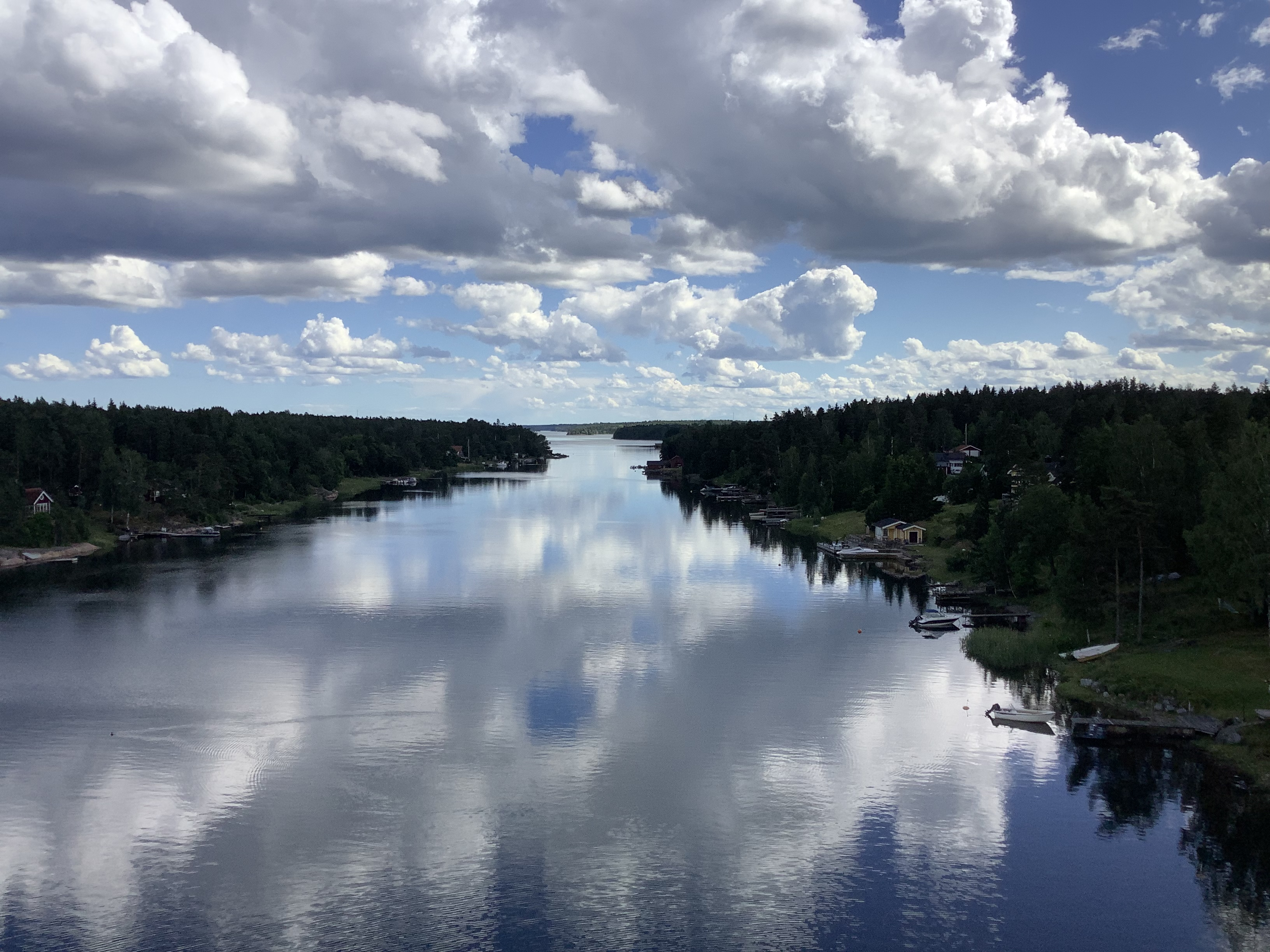
Väddöviken sedd från Trästabron
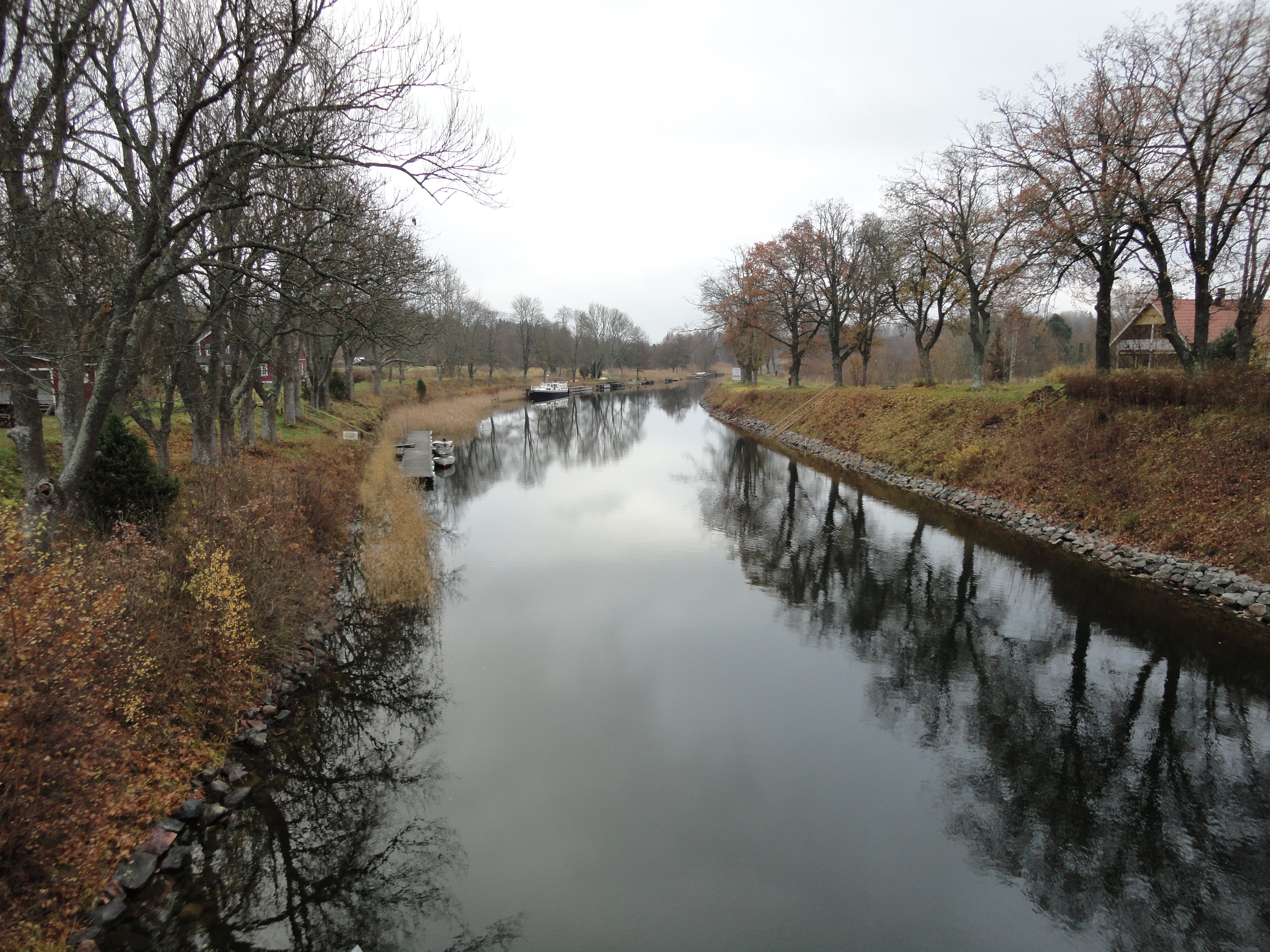
Väddö kanal, vy mot söder från Älmstabron
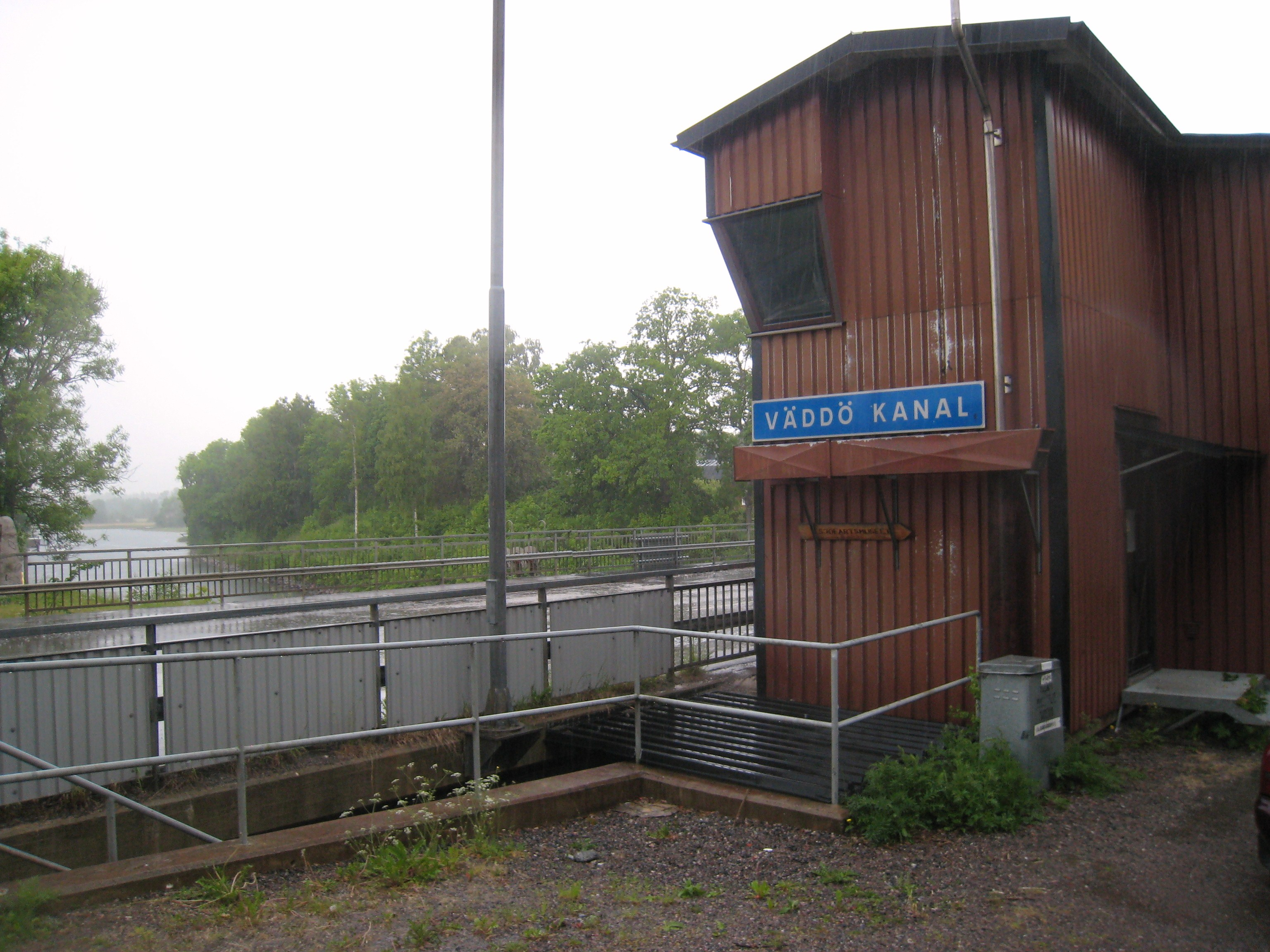
Väddö kanal, bron vid Älmsta